# 스크리너
스크리너(screener, SCR)는 영화나 텔레비전 프로그램 따위를 공식적으로 개봉·방영·배포하기 이전에 비평가나 각종 상들의 심사위원, 산업 관계자들, 프로듀서나 유통업자들에게 미리 제공하는 것을 의미한다.

## 같이 보기
- 시사회